# Szachy nieortodoksyjne

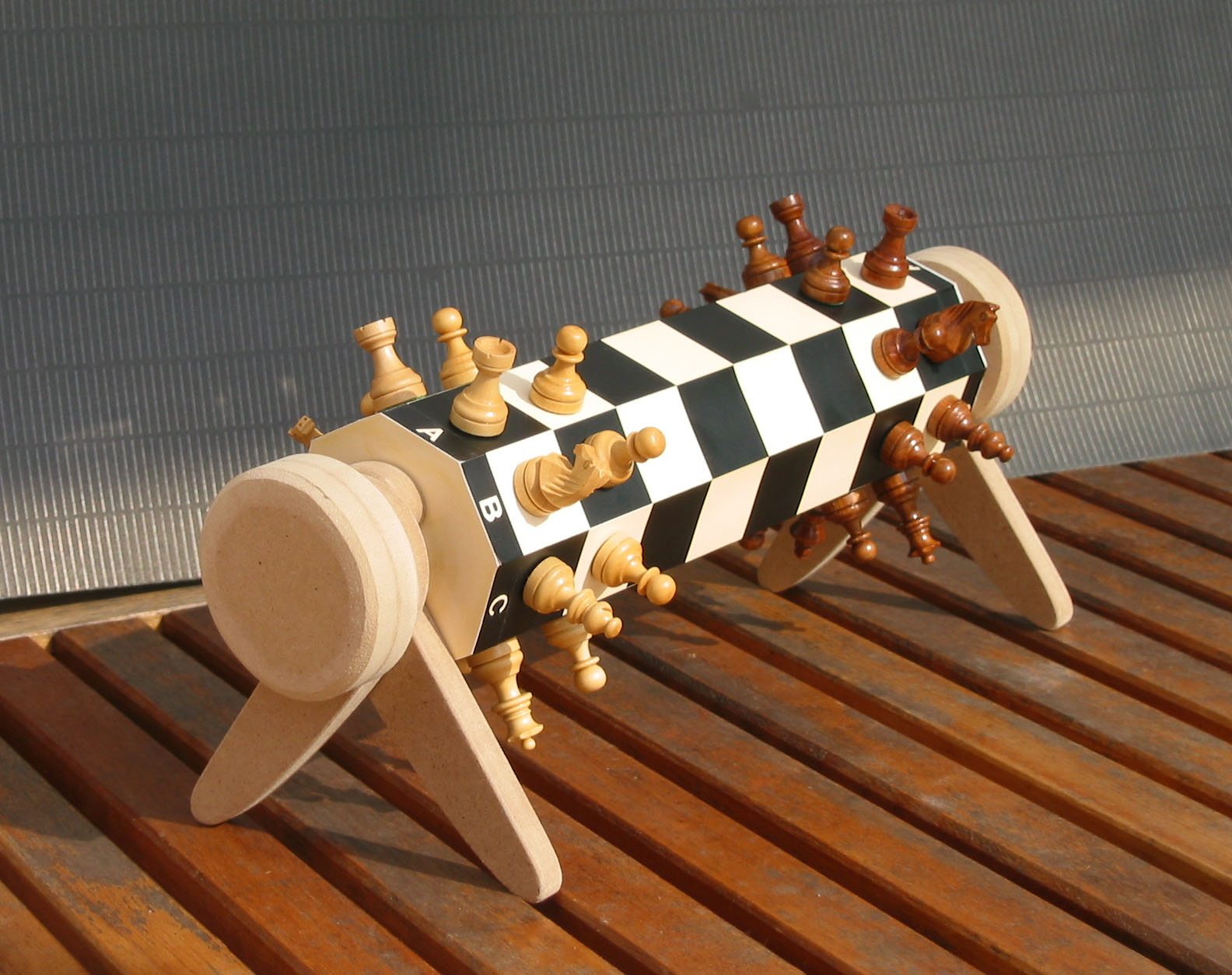
Szachy cylindryczne

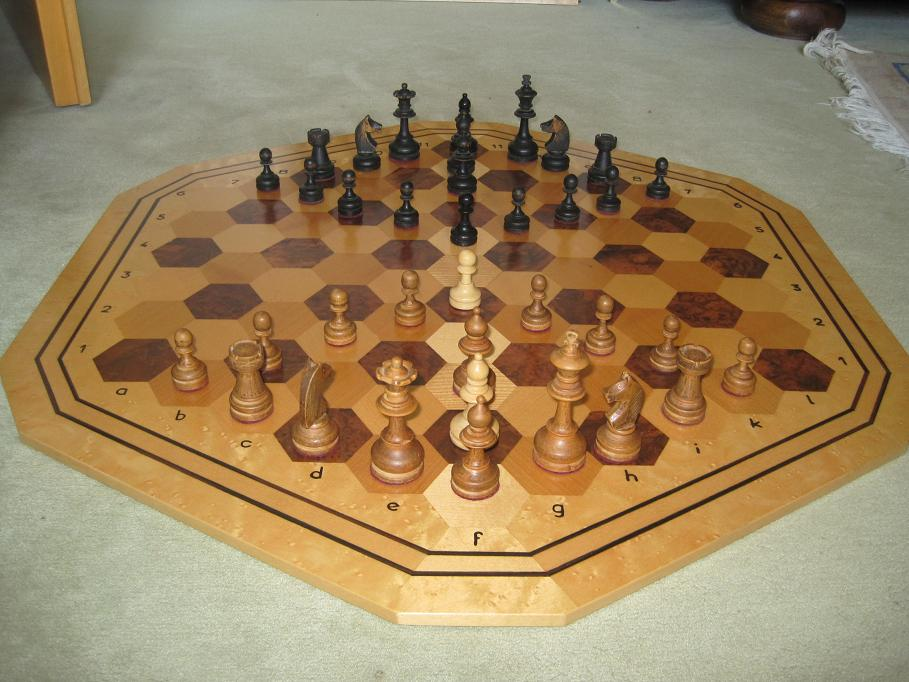
Szachy heksagonalne

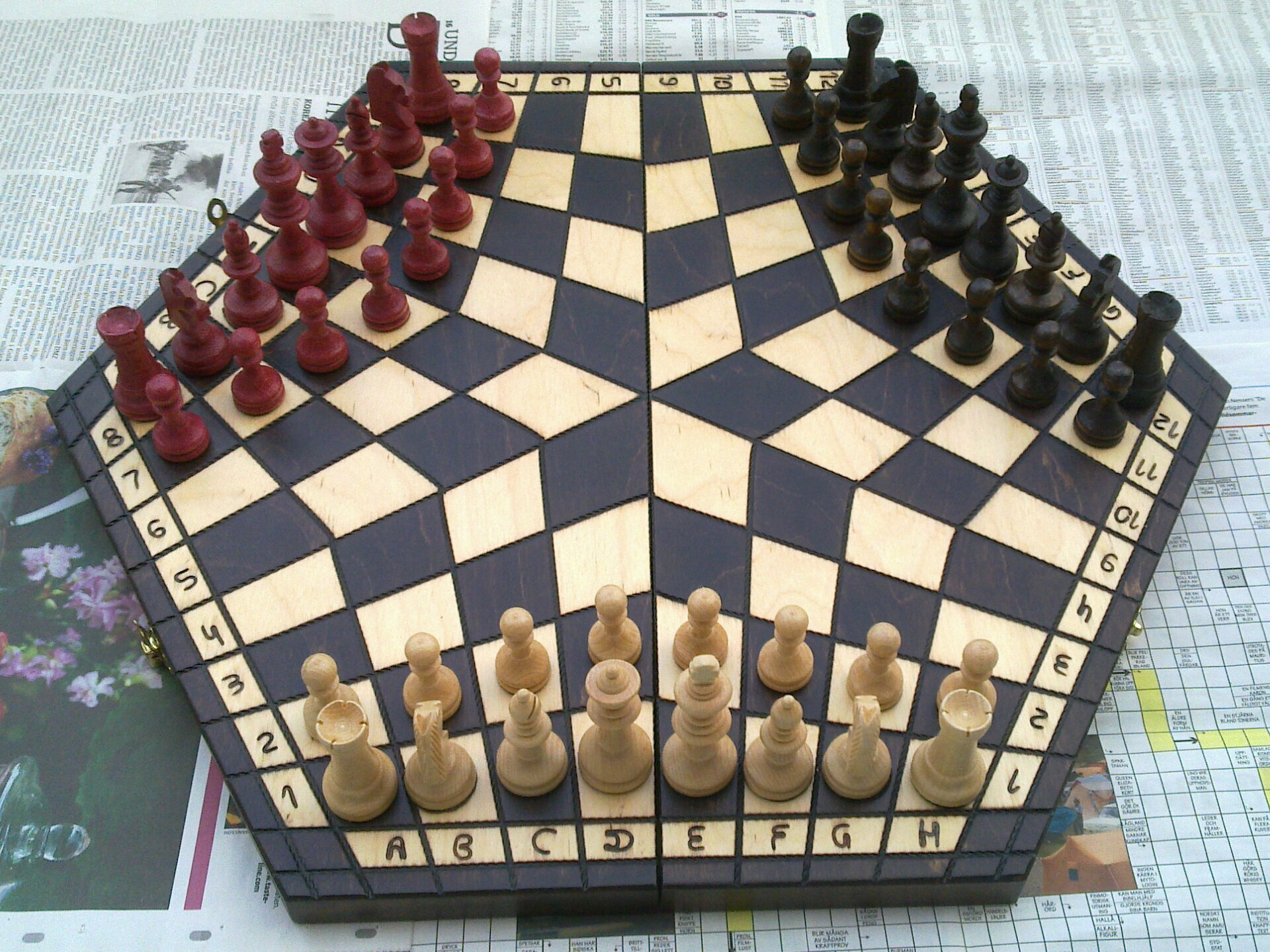
Szachy trzyosobowe

Szachy nieortodoksyjne – szachy, w których stosuje się reguły w większym lub mniejszym stopniu różniące się od obowiązujących klasycznych, regulowanych przez FIDE.
W szachach nieortodoksyjnych ulegają zmianom:
- sama szachownica (np. liczba pól, forma),
- liczba i charakter bierek,
- zasady gry.

Rozróżnia się m.in.:
- astronomiczne
- atomowe
- bitewne
- chłopskie
- cylindryczne
- czteroosobowe
- czterowymiarowe
- futbolowe
- heksagonalne
- koliste
- kurierska poczta
- kamikaze
- marsylskie
- mimikra
- przegrywający wygrywa
- rotacyjne
- szachy losowe
- szachy trzyosobowe
- szachy Capablanki
- śląskie
- Ultima